# Пестич, Евгений Филимонович
Евге́ний Филимо́нович Пе́стич (1866—1919) — генерал-майор, начальник штаба 13-го армейского корпуса.

## Биография
Православный. Из дворян Херсонской губернии. Сын генерала корпуса морской артиллерии Филимона Васильевича Пестича. Старший брат Константин — полковник (1858—1903), военный журналист.
Окончил Пажеский корпус (1886), выпущен из камер-пажей в подпоручики лейб-гвардии Семеновского полка.
Чины: поручик (1890), штабс-капитан гвардии с переименованием в капитаны ГШ (1892), подполковник (1898), полковник (1902), генерал-майор (за отличие, 1910).
В 1892 году окончил Николаевскую академию Генерального штаба по 1-му разряду. Состоял старшим адъютантом штаба 16-го армейского корпуса (1893—1894), обер-офицером для особых поручений при штабе того же корпуса (1894—1898), штаб-офицером для поручений при штабе Виленского военного округа (1898—1901).
26 сентября 1901 года назначен начальником штаба Ивангородской крепости. С началом русско-японской войны был командирован в Порт-Артур в распоряжение Наместника на Дальнем Востоке. С 25 марта 1904 года исполнял должность штаб-офицера для делопроизводства и поручений управления генерал-квартирмейстера Полевого штаба Наместника, с 11 ноября — заведывал цензурным отделением при штабе Главнокомандующего.
В ноябре 1905 года вернулся в Ивангород. В 1907—1910 годах командовал 6-м пехотным Либавским полком.
11 июля 1910 года назначен начальник штаба 13-го армейского корпуса, с которым вступил в Первую мировую войну. Участвовал в походе в Восточную Пруссию, 17 августа 1914 попал в плен при окружении остатков корпуса в Комуссинском (Гюнфлисском) лесу. На 21 сентября 1916 года содержался в крепости Кёнигштайн.
Вернувшись из Германии, участвовал в Белом движении в составе Вооруженных сил Юга России. Погиб 5 сентября 1919 года в уличных боях в Киеве.
Был женат, имел двоих детей.

## Награды
- Орден Святого Станислава 3-й ст. (1895);
- Орден Святой Анны 3-й ст. (1901);
- Орден Святого Станислава 2-й ст. с мечами (29.03.1905);
- Орден Святого Владимира 4-й ст. с мечами и бантом (18.06.1906);
- Орден Святой Анны 2-й ст. с мечами (10.02.1907);
- Орден Святого Владимира 3-й ст. (1909);
- Орден Святого Станислава 1-й ст. (1913).